# Snowpiercer (komiks)
Snowpiercer. Przez wieczny śnieg (tytuł oryginału: Le Transperceneige) – francuski komiks stworzony przez Jacques'a Loba (scenariusz) i Jeana-Marca Rochette'a (rysunki), pierwotnie opublikowany w odcinkach w latach 1982–1983 na łamach czasopisma "À Suivre", a w 1984 wydany w indywidualnym albumie przez wydawnictwo Casterman. Kontynuacja komiksu ukazywała się w latach 1999–2020, jednak z uwagi na śmierć Loba w 1990 autorami scenariuszy nowych tomów są inni twórcy. Polskie tłumaczenie serii ukazuje się od 2020 nakładem wydawnictwa Kurc.

## Fabuła
Akcja serii, utrzymana w konwencji postapokaliptycznego science-fiction, rozgrywa się na Ziemi po kataklizmie klimatycznym. Tysiące ocalałych ludzi znajduje pozorne schronienie w składającym się z 1001 wagonów pociągu, który przemierza spowity śniegiem ląd, nigdy się nie zatrzymując (stąd tytułowa angielska i oryginalna francuska nazwa pociągu Snowpiercer/Trasperceneige, oznaczająca "przebijacz śniegu"). Pasażerowie podzieleni są na klasy według hierarchii: w złotych wagonach na czele jadą bogacze i arystokracja, a w ostatnich – biedacy. Wojskowe samochody konwojują pociąg, zapewniając mu bezpieczeństwo, a ciężarówki dostarczają żywność. Wśród pasażerów stłoczonych w ostatnich wagonach tli się bunt przeciwko uprzywilejowanym ludziom z początku pojazdu. Jeden z rebeliantów, Proloff, przesiada się do wagonów arystokracji. Nie chce wyjawić swoich intencji – wiadomo tylko, że był świadkiem przerażających wydarzeń na końcu pociągu.

## Tomy
| Tom | Tytuł i rok wydania polskiego | Tytuł i rok wydania oryginalnego | Autorzy                                                      | Uwagi                                                                                               |
| --- | ----------------------------- | -------------------------------- | ------------------------------------------------------------ | --------------------------------------------------------------------------------------------------- |
| 1   | Ucieczka (2020)               | Le Transperceneige (1982)        | - scenariusz: Jacques Lob - rysunki: Jean-Marc Rochette      | |
| 2   | Mierniczy (2020)              | L'Arpenteur (1999)               | - scenariusz: Benjamin Legrand - rysunki: Jean-Marc Rochette | Po polsku oba tomy ukazały się w 2020 w albumie zbiorczym Snowpiercer. Przez wieczny śnieg – tom 2. |
| 3   | Przeprawa (2020)              | La Traversée (2000)              | - scenariusz: Benjamin Legrand - rysunki: Jean-Marc Rochette | Po polsku oba tomy ukazały się w 2020 w albumie zbiorczym Snowpiercer. Przez wieczny śnieg – tom 2. |
| 4   | Stacja końcowa (2021)         | Terminus (2015)                  | - scenariusz: Olivier Bocquet - rysunki: Jean-Marc Rochette  | |
| 5   |                               | Extinctions Acte I (2019)        | - scenariusz: Matz - rysunki: Jean-Marc Rochette             | Po polsku oba tomy ukażą się w 2023 w albumie zbiorczym.                                            |
| 6   |                               | Extinctions Acte II (2020)       | - scenariusz: Matz - rysunki: Jean-Marc Rochette             | Po polsku oba tomy ukażą się w 2023 w albumie zbiorczym.                                            |

## Nagrody
Za pierwszy tom Lob i Rochette otrzymali w 1985 Prix Temoignage chrétien ("nagrodę chrześcijańskiego świadectwa") na Międzynarodowym Festiwalu Komiksu w Angoulême.

## Ekranizacje
Snowpiercer został dwukrotnie zekranizowany: w 2013 na potrzeby filmu kinowego Snowpiercer: Arka przyszłości i w 2020 na potrzeby serialu telewizyjnego Snowpiercer.